# Napirisha
De god Napiriša, Elamitisch nap(ir) = god en riša(rra) = groot, de Grote God, was een van de belangrijkste goden van het Elamitische pantheon, vooral in het hoogland van Anšan. 
Er is in Elamitische geschriften vaak sprake van een godheid die aangeduid wordt met het sumerogram dingir.gal dat god+groot betekent. De Elamitische uitspraak daarvan is napiriša. Er zijn schriftelijke plaatsen waar deze titel wordt gebruikt voor de god Humban: Humban napiriša: Humban, de Grote God. Het is dus goed mogelijk dat onder Napiriša en Humban dezelfde godheid verstaan werd. Het lijkt erop dat met name in de Middenelamitische tijd er een taboe bestond tegen het uitspreken van de naam Humban en dat men daarom liever over de Grote God sprak.
Er is een aantal koningen die Napiriša als theofoor deel van hun naam hebben. Untaš-Napiriša is daar de bekendste van. Deze koning bouwde een nieuwe hoofdstad in het laagland die hij wijdde aan de god Napiriša.
Het is mogelijk, misschien zelfs waarschijnlijk dat de afbeeldingen van een godheid gezeten op een slangentroon die vloeiende wateren, een staf en een ring bij zich heeft Humban en/of Napiriša is, maar omdat mythologische geschriften ontbreken is dit niet met zekerheid te zeggen.